# 德涅斯特河沿岸摩尔达维亚苏维埃社会主义共和国
德涅斯特河沿岸摩尔达维亚苏维埃社会主义共和国（羅馬化：Pridnestrovskaya Moldavskaya Sovetskaya Sotsialisticheskaya Respublika，羅馬化：Republica Sovietică Socialistă Moldovenească Nistreană），简称苏维埃德涅斯特河沿岸，是存在于1990年－1991年的一个政治实体。
1990年9月2日，位于摩尔多瓦东部边境的德涅斯特河左岸地区单方面宣布脱离摩尔多瓦苏维埃社会主义共和国，成立“德涅斯特河沿岸摩尔达维亚苏维埃社会主义共和国”，自称为苏联的加盟共和国，但未得到苏联政府和摩尔多瓦政府的承认。1991年8月25日，德涅斯特河沿岸宣布脱离苏联独立；11月5日，改国名为“德涅斯特河沿岸摩尔达维亚共和国”。